# 泰茨布拉夫 (阿肯色州)
泰茨布拉夫（英語：Tates Bluff）是位於美國阿肯色州沃希托縣的一個非建制地區。該地的面積和人口皆未知。

## 地理
泰茨布拉夫的座標為33°47′56″N 92°54′04″W / 33.79889°N 92.90111°W，而該地的平均海拔高度為61米（即200英尺）。